# Piège à minuit
Pour plus de détails, voir Fiche technique et Distribution.
Piège à minuit (titre original : Midnight Lace) est un film américain de David Miller, sorti en 1960.

## Synopsis
Kit, une jeune et riche héritière américaine, est l'épouse d'un puissant banquier britannique. Bien que comblée, elle déplore quelque peu les absences répétées de son époux, souvent retenu par ses obligations. Un soir, alors qu'elle rentre chez elle, Kit entend une voix dans le brouillard qui profère à son égard des menaces de mort. Aux yeux de Tony, son mari, il ne s'agit que d'une plaisanterie de mauvais goût. Le lendemain, Kit échappe de peu à un attentat. Peu après, un inconnu lui téléphone. Il est clair que la menace est sérieuse. Tony et Kit font appel à Scotland Yard. Malgré l'intervention de la police, la jeune femme cède à la panique...

## Fiche technique
- Titre : Piège à minuit
- Titre original : Midnight Lace
- Réalisation : David Miller
- Scénario : Ivan Goff et Ben Roberts d'après la pièce Matilda Shouted Fire de Janet Green
- Production : Ross Hunter, Martin Melcher et Edward Muhl (producteur exécutif)
- Société de production : Arwin Productions et Universal Pictures
- Musique : Frank Skinner
- Photographie : Russell Metty
- Direction artistique : Robert Clatworthy et Alexander Golitzen
- Costumes : Irene
- Montage : Leon Barsha et Russell F. Schoengarth
- Pays d'origine : États-Unis
- Format : Couleur Eastmancolor - Son : Mono (Westrex Recording System)
- Genre : Thriller
- Durée : 110 minutes
- Dates de sortie : 13 octobre 1960 première New York (États-Unis)
- Affiche : Constantin Belinsky (France)

## Distribution
- Doris Day  (V.F : Claire Guibert) : Kit Preston
- Rex Harrison  (V.F : Roger Treville) : Anthony "Tony" Preston
- John Gavin  (V.F : Roland Menard) : Brian Younger
- Myrna Loy  (V.F : Lita Recio) : Beatrice Corman
- Roddy McDowall  (V.F : Michel François) : Malcolm
- Herbert Marshall (V.F : Claude Peran) : Charles Manning
- Natasha Parry  (V.F : Martine Sarcey) : Peggy Thompson
- Hermione Baddeley  (V.F : Marie Francey) : Dora Hammer
- John Williams (V.F : Georges Riquier) : inspecteur Byrnes
- Richard Ney (V.F : Jacques Torrens) : Daniel Graham
- Anthony Dawson (V.F : Jean Clarieux) : Roy Ash
- Rhys Williams (V.F : René Blancard) : Victor Elliot
- Richard Lupino : Simon Foster
- Hayden Rorke  (V.F : Gérard Férat) : Dr. Garver
- Doris Lloyd (V.F : Cécile Didier) : Nora, la domestique
- Elspeth March
- Peter Adams
- Rex Evans : Basil Stafford

## Autour du film
Le film est dans le style d'Hitchcock, et fait penser au film Le crime était presque parfait. L'inspecteur de police est joué par le même acteur dans les deux films. Doris Day avait joué un rôle dans L’homme qui en savait trop d’Hitchcock. La fin de Piège à minuit est surprenante et semble remettre en question la logique  du film. C’est Peggy qui a poussé Kit devant l'autobus, or elle semblait loin de Kit à ce moment-là et ne l'a rejointe qu’après sa chute. Quelle est la voix qui harcelait Kit ? Ce n’est pas clair. Elle était enregistrée sur un magnétophone que Peggy mettait en marche et c’est Peggy qui composait le numéro de téléphone.